# Reliant Energy

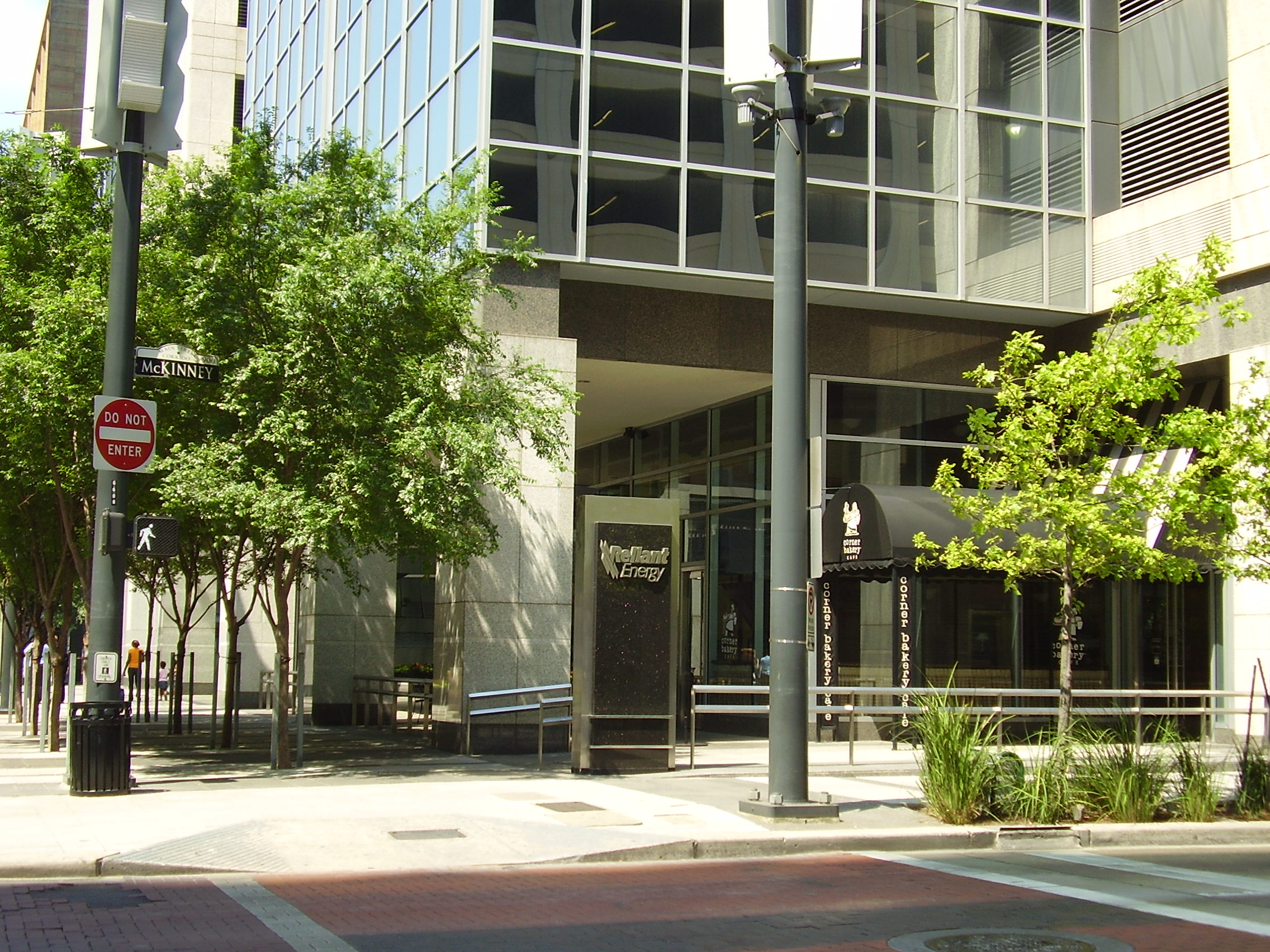
Hoofdkantoor in Houston (2005). Het gebouw heette oorspronkelijk "Reliant Energy Plaza", thans "1000 Main"

Reliant Energy was een Texaans energiebedrijf met een hoofdvestiging in Houston. Het concern is na een aantal overnames en fusies opgegaan in NRG Energy. 
Via dochterbedrijf "Reliant Energy Europe" breidde het bedrijf zijn activiteiten uit naar Europa. Na aanvankelijk het Nederlandse UNA te hebben overgenomen werd dit dochterbedrijf in 2003 zelf overgenomen door Nuon.

## History
Reliant Energy werd in 1882 opgericht door Emanuel Raphael onder de naam "Houston Electric Light & Power Company" (HEL&P), vanaf 1901 "Houston Lighting and Power Co." (HL&P). Houston Lighting and Power was een publieke organisatie en een dochter van Houston Industries Inc. (HI).
In februari 1999 werd de naam "Houston Industries Inc." gewijzigd in "Reliant Energy Inc." (REI). In dat jaar werd het bedrijf opgesplitst in de twee hoofdgroepen, "Reliant Energy Retail" en "Reliant Energy Wholesale". Het bedrijf was actief in de meeste belangrijke energieregio's van de Verenigde Staten met in 1999 bijna 4 miljoen afnemers van elektriciteit en aardgas. In Zuid-Amerika had het bedrijf toen bijna 10 miljoen klanten.
Tussen 2002 en 2007 werd de elektriciteitsmarkt in Texas gedereguleerd. Reliant Resources werd opgericht als commerciële tak in de markt. Op 1 mei 2009 werd Reliant Energy overgenomen door de energiereus NRG Energy, waarbij de naam werd behouden en de verkoop ondergebracht bij RRI Energy, Inc. Op 3 december 2010 werd RRI Energy samengevoegd met de na faillissement in 2003 doorgestarte elektriciteitsproducent Mirant onder de naam GenOn Energy, Inc., waarmee het een van de grootste producenten in de VS werd. In december 2012 was de samenvoeging van GenOn met NRG Energy afgerond.

## Europa
Met de Elektriciteitswet 1998 liep Nederland voorop met de privatisering van de energiesector. Reliant Energy koos dit land uit als bruggehoofd naar Europa met de oprichting van dochterbedrijven Reliant Energy Europe Inc. en Reliant Energy Wholesale (Europe) Holdings B.V. Het concern had plannen voor Noordwest-Europa, anticiperend op de lopende deregulering in de Europese Unie. De opening van het eerste kantoor met 40 werknemers in het Nederlandse Hoofddorp werd op 22 oktober 1999 bekend gemaakt, met een verwachte uitbreiding tot meer dan 100 werknemers in de nabije toekomst. Voor januari 2000 was de opening van een Duitse vestiging in Frankfurt gepland met plannen voor een snelle uitbreiding naar andere Europese markten.
In Nederland werden Reliant Energy Trading & Marketing B.V. en Reliant Energy Europe B.V. opgericht. Reliant Energy Europe Inc. hield in 2003 99,5% van de aandelen in Reliant Energy Europe B.V. rechtstreeks en 0,5% van de aandelen via haar 100%-dochteronderneming Reliant Energy Wholesale (Europe) Holdings B.V. Reliant Energy Trading & Marketing is een dochter van het Texaanse Reliant Energy.
Reliant Energy Europe was actief op het gebied van productie, handel en levering van elektriciteit. Deze activiteiten werden verricht via dochteronderneming Reliant Energy Power Generation Benelux B.V. (Reliant EPGB), die de aandelen van het in 1999 overgenomen energiebedrijf UNA bezat. Met de overname door Reliant van UNA, de grote elektriciteitproducent in Noordwest-Nederland, werd het nutsbedrijf geprivatiseerd. Voor het eerste deel van overname van UNA betaalde Reliant Energy 2,4 miljard dollar. Het bedrijf beschikt daarmee over een productiecapaciteit van bijna 22.000 megawatt
In 2003 werd UNA door Reliant verkocht aan Nuon, waardoor het weer in publieke handen kwam. In 2009 werd Nuon op zijn beurt inclusief Reliant Energy (dat inmiddels zelf door Nuon was overgenomen, na afsplitsing van het netwerkbeheer) overgenomen door het Zweedse Vattenfall, waardoor UNA/Reliant alsnog weer werd geprivatiseerd.